# Myospila ruficollis
Myospila ruficollis är en tvåvingeart som först beskrevs av Fritz Isidore van Emden 1965.  Myospila ruficollis ingår i släktet Myospila och familjen husflugor. Inga underarter finns listade i Catalogue of Life.